# دول الأنديز

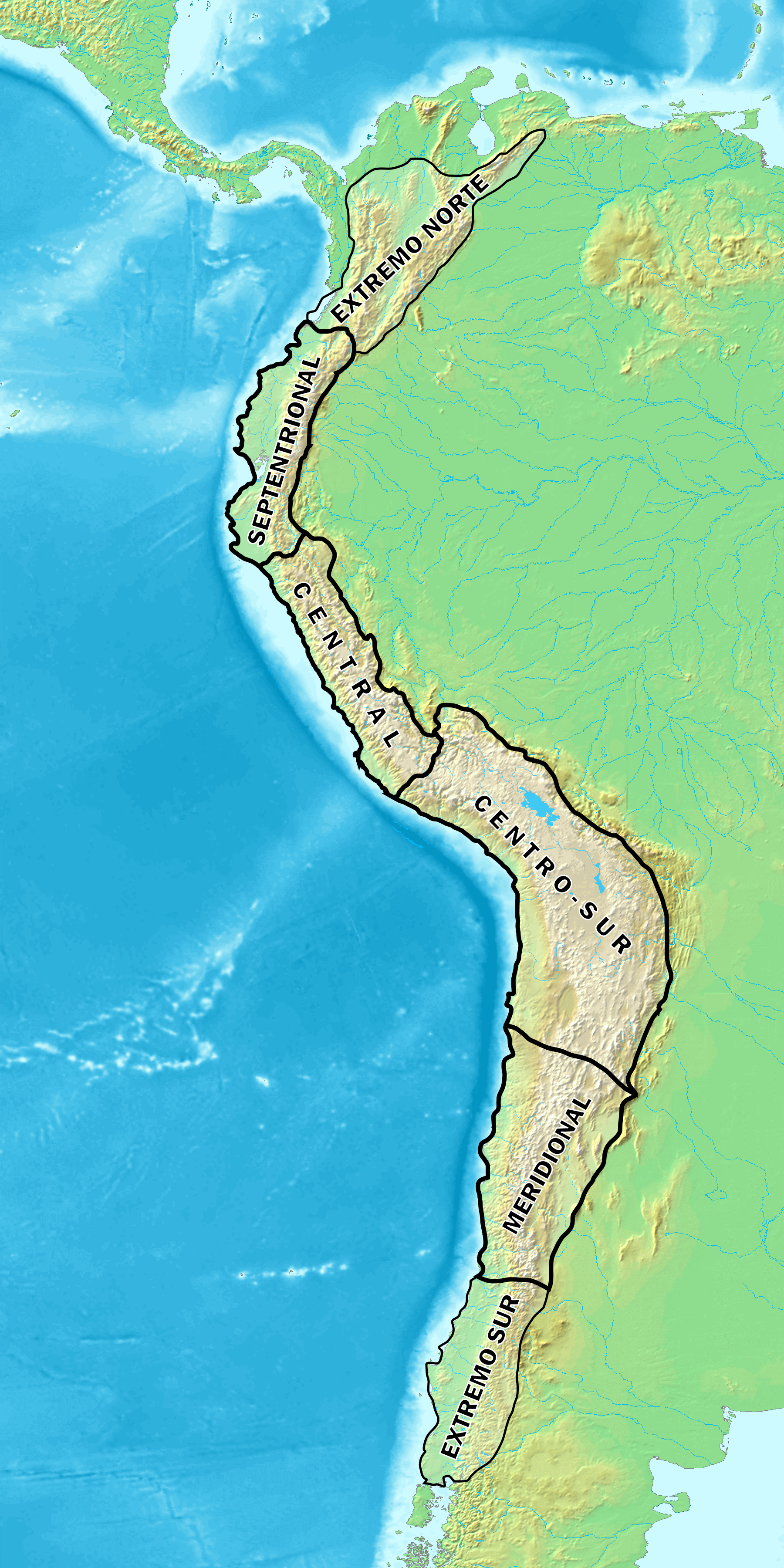
خريطة توضح المناطق التي تنقسم إليها منطقة الأنديز الثقافية.

دول الأنديز هي مجموعة دول في أمريكا الجنوبية التي تم تعريفها من خلال التقسيم الجغرافي المشترك (سلسلة جبال الأنديز) أو الثقافة مثل لغة الكتشوا ومأكولات الانديز [الإنجليزية] التي انتشرت بشكل رئيسي في زمن إمبراطورية الإنكا، وقد كانت قبل وبعد الإمبراطورية.
من الناحية السياسية، لا تعتبر الأرجنتين جزءا من دول الانديز لأنها تفتقر إلى أصالة تراث الأنديز وتوجهها الثقافي أكثر توجها نحو أوروبا وهي ليست عضوة في مجموعة دول الأنديز (والتي تخطط فنزويلا لتركة وقد عادت تشيلي للانضمام إليه).
تحتل جبال الأنديز الجزء الغربي من أمريكا الجنوبية، وتمتد عبر البلدان التالي :
- كولومبيا
- فنزويلا
- الإكوادور
- البيرو
- بوليفيا
- الأرجنتين (لا تعتبر من الناحية الجيوسياسية من دول الأنديز)
- تشيلي (لا تعتبر من الناحية الجيوسياسية من دول الأنديز)

عندما صنفت هذه الدول على أنها "دول الأنديز"، فإن التركيز هو بطبيعة الحال على المناطق الجبلية لهذه البلدان. على سبيل المثال، بامباس الأرجنتينية ليست جزءا من منطقة الأنديز، ولكن غرب الأرجنتين يعتبر جزء من منطقة الأنديز، ولها ثقافة مستمرة مع الدول المجاورة للأنديز. تعتبر كا من فنزويلا، كولومبيا، بيرو، الإكوادور وبوليفيا جزء من مجموعة الأنديز (تجمع تجاري)، وكلها تغطيها غابات الأمازون ويقطنها سكان الأمازون الأصليين، وكذلك جبال الأنديز.